# Giro de Italia 1990
La 73.ª edición del Giro de Italia se disputó entre el 18 de mayo y el 6 de junio de 1990, con un recorrido de 20 etapas y 3450 km, que se recorrieron a una velocidad media de 37,609 km/h.
Eduardo Chozas (11.º en la general), del equipo ONCE, consiguió la única victoria española de este año en el Giro. Su compañero de equipo, Marino Lejarreta, fue segundo en la última contrarreloj y Jon Unzaga, del CLAS-Cajastur, fue segundo también en la 14.ª etapa.
En la clasificación general, dos españoles se colocaron entre los diez primeros: Federico Echave, 5.º, y Lejarreta, 7.º.
Gianni Bugno dominó el Giro de principio a fin, sin ceder ni un solo día la maglia rosa, además de ganar tres etapas. En el podio, le acompañaron el francés Charly Mottet y el italiano Marco Giovannetti, jefe de filas del equipo español Seur.

## Etapas
| Etapa   | Fecha      | Recorrido                       | km       | Ganador de la etapa | Líder de la clasificación general |
| Prólogo | 18 de mayo | Bari                            | 13 (CRI) | Gianni Bugno        | Gianni Bugno                      |
| 1.ª     | 19 de mayo | Bari-Sala Consilina             | 239      | Giovanni Fidanza    | Gianni Bugno                      |
| 2.ª     | 20 de mayo | Sala Consilina-Vesubio          | 239      | Eduardo Chozas      | Gianni Bugno                      |
| 3.ªa    | 21 de mayo | Ercolano-Nola                   | 31       | Stefano Allocchio   | Gianni Bugno                      |
| 3.ªb    | 21 de mayo | Nola-Sora                       | 164      | Phil Anderson       | Gianni Bugno                      |
| 4.ª     | 22 de mayo | Sora-Teramo                     | 233      | Fabrizio Convalle   | Gianni Bugno                      |
| 5.ª     | 23 de mayo | Teramo-Fabriano                 | 200      | Luca Gelfi          | Gianni Bugno                      |
| 6.ª     | 24 de mayo | Fabriano-Vallombrosa            | 197      | Gianni Bugno        | Gianni Bugno                      |
| 7.ª     | 25 de mayo | Reggello-Marina di Pietrasanta  | 188      | Stefano Allocchio   | Gianni Bugno                      |
| 8.ª     | 26 de mayo | La Spezia-Langhirano            | 176      | Vladimir Poulnikov  | Gianni Bugno                      |
| 9.ª     | 27 de mayo | Castello Grinzane Cavour-Cuneo  | 68 (CRI) | Luca Gelfi          | Gianni Bugno                      |
| 10.ª    | 28 de mayo | Cuneo-Lodi                      | 241      | Adriano Baffi       | Gianni Bugno                      |
| 11.ª    | 29 de mayo | Brescia-Baselga di Piné         | 193      | Eric Boyer          | Gianni Bugno                      |
| 12.ª    | 30 de mayo | Baselga di Piné-Udine           | 224      | Mario Cipollini     | Gianni Bugno                      |
| 13.ª    | 31 de mayo | Klagenfurt                      | 164      | Alan Peiper         | Gianni Bugno                      |
| 14.ª    | 1 de junio | Velden-Dobbiaco                 | 226      | Eric Boyer          | Gianni Bugno                      |
| 15.ª    | 2 de junio | Dobbiaco-Paso Pordoi            | 171      | Charly Mottet       | Gianni Bugno                      |
| 16.ª    | 3 de junio | Moena-Aprica                    | 223      | Leonardo Sierra     | Gianni Bugno                      |
| 17.ª    | 4 de junio | Aprica-Gallarate                | 180      | Adriano Baffi       | Gianni Bugno                      |
| 18.ª    | 5 de junio | Gallarate-Sacro Monte di Varese | 39 (CRI) | Gianni Bugno        | Gianni Bugno                      |
| 19.ª    | 6 de junio | Milán                           | 90       | Mario Cipollini     | Gianni Bugno                      |

## Clasificaciones

### Clasificación general(Maglia Rosa)
| \| Clasificación general \| Clasificación general \| Clasificación general \| Clasificación general \| Clasificación general \| \| Ciclista \| Ciclista \| Equipo \| Tiempo \| \| \| --------------------- \| ------------------------ \| --------------------------------- \| --------------------- \| --------------------- \| \| 1.º \| Gianni Bugno \| Chateau d'Ax-Salotti \| 91 h 51 min 08 s \| \| \| 2.º \| Charly Mottet \| RMO \| + 6 min 33 s \| \| \| 3.º \| Marco Giovannetti \| Seur \| + 9 min 01 s \| \| \| 4.º \| Vladímir Pulnikov \| Alfa Lum \| + 12 min 19 s \| \| \| 5.º \| Fede Etxabe \| CLAS-Cajastur \| + 12 min 25 s \| \| \| 6.º \| Franco Chioccioli \| Del Tongo-Rex \| + 12 min 36 s \| \| \| 7.º \| Marino Lejarreta \| ONCE \| + 14 min 31 s \| \| \| 8.º \| Piotr Ugriúmov \| Alfa Lum \| + 17 min 02 s \| \| \| 9.º \| Massimiliano Lelli \| Ariostea \| + 17 min 14 s \| \| \| 10.º \| Leonardo Sierra \| Selle Italia-Eurocar-Mosoca-Galli \| + 19 min 12 s \| \| \| 11.º \| Eduardo Chozas \| ONCE \| + 20 min 13 s \| \| \| 12.º \| Claudio Chiappucci \| Carrera Jeans-Vagabond \| + 23 min 28 s \| \| \| 13.º \| Fabrice Philipot \| Castorama \| + 25 min 47 s \| \| \| 14.º \| Angelo Lecchi \| Del Tongo-Rex \| + 26 min 01 s \| \| \| 15.º \| Gert-Jan Theunisse \| Panasonic-Sportlife \| + 28 min 43 s \| \| \| 16.º \| Enrico Zaina \| Carrera Jeans-Vagabond \| + 30 min 29 s \| \| \| 17.º \| Flavio Giupponi \| Carrera Jeans-Vagabond \| + 31 min 01 s \| \| \| 18.º \| Jean-Claude Bagot \| RMO \| + 31 min 58 s \| \| \| 19.º \| Stephen Hodge \| ONCE \| + 33 min 54 s \| \| \| 20.º \| Zenon Jaskuła \| Diana-Colnago-Animex \| + 37 min 10 s \| \| \| 21.º \| François Lemarchand \| Z \| + 37 min 43 s \| \| \| 22.º \| Maurizio Vandelli \| GIS Gelati-Benotto \| + 40 min 48 s \| \| \| 23.º \| Éric Boyer \| Z \| + 43 min 06 s \| \| \| 24.º \| Gilbert Duclos-Lassalle \| Z \| + 46 min 19 s \| \| \| 25.º \| Francisco Javier Mauleón \| CLAS-Cajastur \| + 47 min 10 s \| \| |                          |                                   |                  |
| |                          |                                   |                  |
| |                          |                                   |                  |
| Clasificación general |                          |                                   |                  |
| Ciclista | Ciclista                 | Equipo                            | Tiempo           |
| 1.º | Gianni Bugno             | Chateau d'Ax-Salotti              | 91 h 51 min 08 s |
| 2.º | Charly Mottet            | RMO                               | + 6 min 33 s     |
| 3.º | Marco Giovannetti        | Seur                              | + 9 min 01 s     |
| 4.º | Vladímir Pulnikov        | Alfa Lum                          | + 12 min 19 s    |
| 5.º | Fede Etxabe              | CLAS-Cajastur                     | + 12 min 25 s    |
| 6.º | Franco Chioccioli        | Del Tongo-Rex                     | + 12 min 36 s    |
| 7.º | Marino Lejarreta         | ONCE                              | + 14 min 31 s    |
| 8.º | Piotr Ugriúmov           | Alfa Lum                          | + 17 min 02 s    |
| 9.º | Massimiliano Lelli       | Ariostea                          | + 17 min 14 s    |
| 10.º | Leonardo Sierra          | Selle Italia-Eurocar-Mosoca-Galli | + 19 min 12 s    |
| 11.º | Eduardo Chozas           | ONCE                              | + 20 min 13 s    |
| 12.º | Claudio Chiappucci       | Carrera Jeans-Vagabond            | + 23 min 28 s    |
| 13.º | Fabrice Philipot         | Castorama                         | + 25 min 47 s    |
| 14.º | Angelo Lecchi            | Del Tongo-Rex                     | + 26 min 01 s    |
| 15.º | Gert-Jan Theunisse       | Panasonic-Sportlife               | + 28 min 43 s    |
| 16.º | Enrico Zaina             | Carrera Jeans-Vagabond            | + 30 min 29 s    |
| 17.º | Flavio Giupponi          | Carrera Jeans-Vagabond            | + 31 min 01 s    |
| 18.º | Jean-Claude Bagot        | RMO                               | + 31 min 58 s    |
| 19.º | Stephen Hodge            | ONCE                              | + 33 min 54 s    |
| 20.º | Zenon Jaskuła            | Diana-Colnago-Animex              | + 37 min 10 s    |
| 21.º | François Lemarchand      | Z                                 | + 37 min 43 s    |
| 22.º | Maurizio Vandelli        | GIS Gelati-Benotto                | + 40 min 48 s    |
| 23.º | Éric Boyer               | Z                                 | + 43 min 06 s    |
| 24.º | Gilbert Duclos-Lassalle  | Z                                 | + 46 min 19 s    |
| 25.º | Francisco Javier Mauleón | CLAS-Cajastur                     | + 47 min 10 s    |

### Clasificación por puntos(Maglia Ciclamino)
| Clasificación por puntos | Clasificación por puntos | Clasificación por puntos | Clasificación por puntos | Clasificación por puntos |
| Ciclista                 | Ciclista                 | Equipo                   | Puntos                   |                          |
| ------------------------ | ------------------------ | ------------------------ | ------------------------ | ------------------------ |
| 1.º                      | Gianni Bugno             | Chateau d'Ax-Salotti     | 195 pts                  |                          |
| 2.º                      | Phil Anderson            | TVM-Yoko                 | 176 pts                  |                          |
| 3.º                      | Mario Cipollini          | Del Tongo-Rex            | 176 pts                  |                          |
| 4.º                      | Giovanni Fidanza         | Chateau d'Ax-Salotti     | 167 pts                  |                          |
| 5.º                      | Adriano Baffi            | Ariostea                 | 118 pts                  |                          |

### Clasificación de la montaña(Maglia Verde)
| Clasificación de la montaña | Clasificación de la montaña | Clasificación de la montaña | Clasificación de la montaña | Clasificación de la montaña |
| Ciclista                    | Ciclista                    | Equipo                      | Puntos                      |                             |
| --------------------------- | --------------------------- | --------------------------- | --------------------------- | --------------------------- |
| 1.º                         | Claudio Chiappucci          | Carrera Jeans-Vagabond      | 74 pts                      |                             |
| 2.º                         | Maurizio Vandelli           | GIS Gelati-Benotto          | 56 pts                      |                             |
| 3.º                         | Gianni Bugno                | Chateau d'Ax-Salotti        | 48 pts                      |                             |
| 4.º                         | Eduardo Chozas              | ONCE                        | 47 pts                      |                             |
| 5.º                         | Phil Anderson               | TVM-Yoko                    | 34 pts                      |                             |

### Clasificación de los jóvenes(Maglia Bianca)
| Clasificación del mejor joven | Clasificación del mejor joven | Clasificación del mejor joven     | Clasificación del mejor joven | Clasificación del mejor joven |
| Ciclista                      | Ciclista                      | Equipo                            | Tiempo                        |                               |
| ----------------------------- | ----------------------------- | --------------------------------- | ----------------------------- | ----------------------------- |
| 1.º                           | Vladímir Pulnikov             | Alfa Lum                          | 92 h 03 min 27 s              |                               |
| 2.º                           | Piotr Ugriúmov                | Alfa Lum                          | + 4 min 43 s                  |                               |
| 3.º                           | Massimiliano Lelli            | Ariostea                          | + 4 min 55 s                  |                               |
| 4.º                           | Leonardo Sierra               | Selle Italia-Eurocar-Mosoca-Galli | + 6 min 53 s                  |                               |
| 5.º                           | Enrico Zaina                  | Carrera Jeans-Vagabond            | + 18 min 10 s                 |                               |

### Clasificación intergiro
| Clasificación intergiro |                  |         |                  |
| Ciclista                | Ciclista         | Equipo  | Tiempo           |
| ----------------------- | ---------------- | ------- | ---------------- |
| 1.º                     | Phil Anderson    | TVM     | 47 h 56 min 08 s |
| 2.º                     | Massimo Ghirotto | Carrera | + 39 s           |
| 3.º                     | Luca Gelfi       | TON     | + 3 min 33 s     |

### Clasificación por equipos
| Clasificación por equipos | Clasificación por equipos | Clasificación por equipos | Clasificación por equipos |
| Equipo                    | Equipo                    | Tiempo                    |                           |
| ------------------------- | ------------------------- | ------------------------- | ------------------------- |
| 1.º                       | ONCE                      | 276 h 33 min 04 s         |                           |
| 2.º                       | Carrera Jeans-Vagabond    | + 3 min 57 s              |                           |
| 3.º                       | Del Tongo-Rex             | + 7 min 39 s              |                           |
| 4.º                       | Alfa Lum                  | + 16 min 48 s             |                           |
| 5.º                       | Ariostea                  | + 28 min 54 s             |                           |